# Vej
En vej er en betegnelse for en færdselsåre (et strækningsanlæg, hvor man ønsker, at den ikke-sporførte trafik skal passere). Trafikforbindelser er vigtige led i et områdes infrastruktur, og det er tydeligt, at veje er opstået alle de steder, hvor sejlads ikke var mulig. Der har siden bronzealderen været faste vejsystemer i Danmark; det ses af, at bronzealderhøjene med forkærlighed er lagt, hvor disse vejstrøg som Hærvejen passerede.
Begrebet vej regner de fleste for en færdselsåre beregnet for firhjulede køretøjer. Vejen kan være ensrettet men er som regel dobbeltrettet, og den kan have en eller flere kørebaner i begge retninger.
Ligebetydende eller tilknyttede navne er gade, allé, sti, stræde, boulevard, avenue, passage, gang, plads, torv, gyde og runddel.
Betegnelser der angiver vejens brug og formål kan være: bivej, landevej, hovedvej, ringvej, motorvej, motortrafikvej, stillevej eller busvej.
Desuden benyttes gågade, hovedgade og andre ord med et synonym til vej. En vej hen over en blød bund betegnes især tidligere vase.
I flere lande med lange og meget kolde vintre etableres officielle og uofficielle isveje, som ofte må genopbygget hver vinter.

## Vejbyggeriets historie
Vejbygningskunstens historie føres tilbage til de ældste historiske tider. Ægypterne har bygget veje ca. 2.000 år f.Kr., grækerne ca. 800 år f.Kr., særlig offerveje ved templerne. Efter Herodots beretning byggede perserkongerne ca. 500 år f.Kr. et net af veje til vedligeholdelse af postforbindelsen i riget, og romerne har under deres herredømme sat sig et monument i et henved 300.000 km langt vejnet i store dele af Europa, som delvis er bevaret til vore dage på grund af den overordentlige soliditet, som romerne anvendte ved bygningen af hovedvejene. Vejbefæstelsens samlede tykkelse kunne være ca. 1 m, nederst et fundament af store blokke, opmurede i cementmørtel og derover flere lag murværk af mindre sten med mellemlag af stampet ler til dæmpning af rystelserne fra færdselen. I egne, hvor bjergene gav hårde stenarter, bestod det øverste dæklag af skærvebeton; i egne med bløde stenarter af grusbeton, fordi gruset da er stærkere end skærver; på hovedvejene kom dertil ofte som øverste slidlag en grov brolægning omtrent som et sammenhugget stenglacis, der lignede nyere tids brolægning i mange italienske byer. Det er sandsynligt, at romerne også har bygget veje med mindre solid befæstelse, men af dem er intet bevaret.
Med Romerrigets forfald standsede vejbygningskunstens udvikling foreløbig, idet hele middelalderen i hovedsagen levede på den kapital af veje, som romerne havde efterladt. Kun munkeklostrene udførte hist og her reparationsarbejder på de nærmeste veje og opkrævede til gengæld en vejtold af rejsende købmænd, hvad også ridderskabet ofte gjorde uden ellers at bekymre sig om vejenes tilstand.

### Enevælden
Frankrig var det første land, som under Ludvig 14. genoptog nybygning af veje i større stil som direkte efterligning af romervejene, kun med den forskel, at man som bindemiddel mellem de større sten nøjedes med stenfliser, grus og ler. En lignende konstruktion havde de ældste efter 1793 byggede kongeveje i Danmark. Den videre udvikling af vejbygningen gik ud på større sparsommelighed i stenforbruget. I 1775 byggede den franske ingeniør Trésaguet veje med et ca. 30 cm tykt stenlag, deraf halvdelen et paklag af større sten og der over et dæklag af grus eller skærver, indesluttede af kløvede randsten ved kørebanens sider. 1794 foreslog den engelske ingeniør John Lochhead at bygge vejbanen helt af skærver, og hans idé blev optaget og udført fra 1820 af skotten Mac Adam, som ved sin propaganda for denne konstruktion fik sit navn knyttet til alle skærveveje (makadamiserede veje). Mac Adam brugte skærver af ca. 6 cm tværmål i lagtykkelser fra 25—15 cm. I 1822 forbedrede James Patterson konstruktionen ved at anvende tromling til skærvelagets baning og samtidig formindske skærvestørrelsen til 5 cm, da de første, forholdsvis lette vejtromler ikke kunne bane de større skærver.
Trésaguet, Mac Adam og Patterson fastslog hovedtrækkene i kørebanens konstruktion til slutningen af 19. århundrede. Den samlede tykkelse af stenlaget er sædvanlig 20—25 cm på midten og et par cm mindre ved randene. Af hensyn til vandafledningen havde overfladen oprunding, idet midten ligger 1/48 à 1/36 af bredden højere end randene. Stenlaget lagdes i udgravet kasse, hvis bund havde svagt fald fra midten mod begge rande. De nederste 10 cm udførtes oftest af sparsommelighedshensyn som et paklag af sten (flint eller kløvet granit), der udlagdes for hånden med længden tværs på vejretningen og en kant eller spids vendende opad således, at mellemrummene var bredest for oven og let kunne udkiles, pakkes med stenfliser, der jævnedes med bagharpning, det vil sige skærveaffald, inden dæklaget af renharpede sten udlagdes. Randsten til indfatning af dæklaget udelades nu oftest, fordi de virkede generende ved at stå frem, når vejbanen blev afslidt, og fordi man sparede penge ved at udelade dem. Forbedringerne indskrænkedes længe til anvendelsen af tungere tromler af sten og støbejern og omhyggeligere fyldning af fugerne mellem de sammenbanede skærver ved sandgrus under vanding og tromling, men først ved fremkomsten af damptromlerne efter 1870 nåede man at kunne sammentrykke skærvelaget så stærkt, at tunge vognhjul ikke yderligere kunne sammenpresse det, og derved blev vedligeholdelsen billigere, fordi det indre slid i vejbanen blev mindre, og fordi man ved damptromling atter kunne bruge større skærver, der var desto stærkere mod slid, jo større de var, som påvist af Gravenhorst ved slidmålinger i Hannover. Den oprindelige fremgangsmåde ved vedligeholdelsen, pletvis udbedring med småskærver, der banedes ved vejfærdselen, blev afløst af udbedring ved nybelægning, idet man ved småreparationer kun holdt overfladen nogenlunde jævn, men lod dæklaget blive afslidt således, at det kunne fornys ved et gennemgående skærvelag, der banedes ved tromling. Værdien af et hårdt og ensartet skærvemateriale anerkendtes, og ved brugen af rullesten foretrak man søsten for landsten, da disse indeholder flere bløde stenarter, som lettere giver anledning til slaghuller i kørebanen. Da en Vejbane slides stærkere, når den er våd, end når den er tør, fjernede man efter regn hurtigst muligt sølen af vejbanen ved fejning eller skrabning med håndkraft eller maskine, og i tørt vejr holdt man kørebanen dækket med et tyndt slør af grus, hvorved overfladesliddet formindskedes, som påvist af Gravenhorst.
Med de tungeste damptromler kunne man fremstille en nogenlunde jævn overflade med skærver af indtil 8 cm største tværmål, men for at kunne bruge endnu større skærver fandt Gravenhorst på at bygge et slidlag af skærver lagte for hånden i et tyndt sandlag oven på en jævn makadamisering, der kunne tjene som fundament, og denne konstruktion, chaussébrolægning ("kleinpflaster") fik stor udbredelse efter, at direktør Weiller ved Hammerens granitbrud havde konstrueret en spaltemaskine, der kunne levere regelmæssigt udkløvede sten af ca. 10 cm højde og 65—100 cm2 grundflade, der sædvanlig sattes i bueformede skifter, som gav en meget regelmæssig brolægning med sten af lidt forskellig bredde. En sådan chaussébrolægning kostede 2,5 a 3 gange så meget som et skærvedæklag, men var dog billigst i brugen på stærkt befærdede veje.
Da automobilerne omkring århundredskiftet (1900) blev almindelige, viste det sig hurtigt, at de almindelige skærveveje ikke var tilstrækkelig holdbare. De hurtige personvognes gummiringe sugede gruset op mellem skærverne således, at disses rande lettere knustes af de almindelige vogne, hvorved sliddet forøgedes og støvplagen i tørt vejr mangedobledes. Den italiensk fødte dr. Guiglielminetti i Monte Carlo stiftede af rent sanitære hensyn la ligue corttre la poussière, og denne forening sammen med de franske autoklubber fik den franske regering til at udsende indbydelse til den første internationale vejkongres, som afholdtes i Paris 1908, og hvorunder stiftedes l’association internationale des congrés de la route, der skulle indsamle, bearbejde og offentliggøre de forskellige landes forsøg og erfaringer om forbedringer i bygning, vedligeholdelse og brug af veje. I 1910 og 1913 afholdtes på ny kongresser i Bruxelles og London, hvor efter 1. verdenskrig foreløbig standsede arbejdet. Dette drejede sig i første række om tilvejebringelsen af støvfri veje ved anvendelse af et bedre bindemiddel mellem skærverne end det under vanding nedskyllede sandgrus, som man hidtil havde brugt.
Vellykkede amerikanske forsøg på fremstilling af støvfri kørebaner af findelt ler og sand, der vandedes med kalifornisk råpetroleum, affødte en mængde forslag til vanding af veje med forskellige patenterede olieagtige stoffer eller forsæbede emulsioner af mineral- eller tjæreolie, men, bortset fra dr. Raschig’s kiton, en tjæreemulsion blandet med pulveriseret ler, der udrøres med vand til en vælling, hvormed det fasttromlede skærvelag udstøbes, viste de fleste patentolier sig ubrugbare. Det var den kaliforniske petroleums store indhold af bitumen, som betingede dens anvendelse til sammenbinding af ler- og sandblandingen, og det var kitonets lerindhold, der forhindrede emulsionens udvaskning ved regn, som gjorde kiton-kørebaner holdbare.
Ved udstrøning af vandsugende salte, som magnesiumchlorid eller kalciumklorid, eller ved vanding med opløsninger kan man holde en kørebane jævnt fugtig gennem en tør periode, men sliddet formindskes ikke og stærk regn bortvasker saltene, så at de går til spilde.
De bedste resultater fik man ved at bruge renset stenkulstjære eller naturlig bitumen som bindemiddel. Tjæren skal i hvert fald centrifugeres, så at vandet fjernes, og hellere destilleres, så at de lettere olier udskilles; de bedste resultater nås dog ved blandinger af tung tjæreolie og beg med et ringe indhold af frit kulstof. Den rensede tjære må anvendes varm for at være tilstrækkelig letflydende. Man kan overtjære en tør, renfejet skærvevej, der helst må være opvarmet af solen, og når den nytjærede vej overpudres med fint skærvegrus, dannes et tyndt slidlag, som er støvfrit så længe, det holder. Her i landet kan man kun udføre overtjæring om sommeren, så metoden, der kan give et tilfredsstillende resultat, selv om tjæren kun er centrifugeret, egner sig derfor kun til veje med så let færdsel, at slidlaget kan holde nogenlunde helt gennem hele året.
Gladwell & Manning brugte tjæregrus, det vil sige fint grus blandet med et letflydende tjærepræparat, Tarvia A, som bindemiddel mellem utjærede skærver; disse tromledes ned i et lag tjæregrus og dækkes med et nyt lag tjæregrus, som atter tromledes, hvor efter vejbanen påførtes et opvarmet tjærepræparat, Tarvia B, som er fast i kold tilstand. Dette overpudredes med utjæret grus og tromledes 3. gang.
Purnell Hooley anvendte Tarmac, det vil sige skærver af varm højovnsslagge, som inden afkølingen blandedes med destilleret tjære, hvortil var sat lidt beg, harpiks og cement. Ved skærvernes afkøling sugedes tjærelaget fast i stenenes porer, og derfor kunne man nøjes med en forholdsvis ringe tjæremængde (ca. 64 l pr m3 skærver). Almindelig tjæremakadamisering af kolde skærver af granit eller anden god stenart, eventuelt kold højovnsslagge, kan man også anvende, men tjæremængden må forøges til ca. 77 l pr m3 skærver, fordi stenenes overtræk må være så tykt, at den af tjæren opvarmede poreluft i stenmassen ikke kan blæse tjærehinden løs fra stenen. Denne forøgelse af tjæremængden kan i stærk solvarme, som gør tjæren blød, give anledning til, at skærverne forskydes under vognhjulenes tryk.
Naturligt bitumen anvendes i form af goudron opspædt med lidt restolie fra petroleumsraffinering, så at det bliver flydende ved 60—70° varme, til udstøbning af et sammentromlet dæklag af rene skærver.
Endelig har man med held anvendt dæklag af cementbeton, som udstøbes i sammenhængende længder på indtil 10 m, adskilte ved blyfuger på tværs af kørebanen, hvorved man undgår tilfældige revner, når betonen trækker sig sammen i koldt vejr. Automobilveje af cementbeton vandt stor udbredelse i de egne af Nordamerika, der som Californien har nogenlunde jævn temperatur.
Endnu skal nævnes, at dr. Karl Dammann kort før 1. verdenskrigs udbrud foreslog et bindemiddel bestående af finmalet sand og tung tjæreolie, som skulle have den egenskab at bevare sin elasticitet under rystelser, så at det sandsynligvis ville vise sig værdifuldt til anvendelse i kørebaner.
Efter 2. verdenskrig er der gjort forsøg med betonbelægning som grundlag for vejbaner, men de har ikke været vellykkede. Tværtimod har de vist sig at give uheldige sprækkedannelser i asfalten.

## Vejføring
Med hensyn til landevejenes tracering var denne tidligere bestemt under hensyn til, at heste som trækdyr arbejder fordelagtigst i langsomt skridt (ca. 1 m pr sekund) med en trækkraft lig 1/5 af hestens vægt, idet man for kortere strækninger kan lade trækket stige til det dobbelte. En bestemt stigningshøjde måtte derfor helst overvindes ved brug af en ensformig middelstigning på hele strækningen uden brug af korte hvilestrækninger ved svagere stigning, fordi alle heste dog ikke ville hvile sig på de samme steder af vejen, så kusken på lange stigninger kunne blive nødt til at standse og holde på vognen ved at lægge en sten bag et af hjulene. På den anden side skulle man i dyrket land så hyppig skaffe indkørsler fra vejen til markerne, at man nogenlunde måtte følge terrænets fald, og de stærkeste stigninger var derfor små: 1:50, og for korte strækninger 1:25 i sletteland, 1:30 (og 1:15) i bakkeland og 1:15 à 1:10 i bjergland, efter dettes mere eller mindre stejle karakter. Mellem hovedstigning og vandrette strækninger eller stigninger i modsat retning blev indskudt overgangsstigninger, der gav kusken tid til at forandre sin tøjleføring. Da kørsel med heste i hovedsagen foregår langsomt, kunne man bruge skarpe kurver med radier indtil 15 m, kun at man på bjergveje i kurverne både måtte gøre stigningen mindre, fordi hestens træk i kurver virker skævt på vognen og derfor ufordelagtigt, og forøge vejbredden, for at to vogne kunne mødes.
Automobilfærdselen kan tåle stærkere stigninger end vognfærdsel med heste, men den store kørehastighed og nødvendigheden af oversigt over vejen kræver større radier i vejsvingene, jævnere overgang imellem stigninger med modsat retning og i de skarpeste vejsving helst ensidigt fald på kørebanen ind mod kurvecentret, hvorved faren for udglidning af vogne på ydersiden af vejen mindskes.

## Vejanlæggelse
For at anlægge veje behøves et fladt fundament hvorpå vejen kan bygges. Fundamentet må ikke hælde for mange grader, sådan at køretøjer kan køre der. Der kan også være visse regler for hvor meget vejen må hælde eller andre retningslinjer. Processen starter ofte med at fjerne jord og sten, og hvis det er nødvendigt, skal der også fjernes træer. Som overflade til vejen benyttes oftest asfalt, men grus eller småsten benyttes også. Der benyttes en række forskellige værkøjer til at anlægge en vej. 

## Vejtyper

### Kommunevej
En kommunevej er en vej, som en kommune anlægger og driver. Modsat en statsvej, som anlægges og drives af staten Danmark, eller en privat vej.[kilde mangler]

### Statsvej
En statsvej er en vej, som staten Danmark anlægger og driver. Modsat en kommunevej, som anlægges og drives af en kommune, eller en privat vej.[kilde mangler]